# Chu Bong-Foo
 (décembre 2012).
Si vous disposez d'ouvrages ou d'articles de référence ou si vous connaissez des sites web de qualité traitant du thème abordé ici, merci de compléter l'article en donnant les références utiles à sa vérifiabilité et en les liant à la section « Notes et références ».
Chu Bong-Foo (sinogrammes traditionnels: 朱邦復), né en 1937 à Huanggang, Hubei, en Chine, est l'inventeur de la méthode cāngjié pour coder les caractères chinois sur un clavier. Il a créé la méthode en 1976. Il a grandi à Taïwan et travaillé au Brésil, aux États-Unis, à Taïwan, Shenzhen et Macau. 